# Grantchester Meadows
«Grantchester Meadows» (с англ. — «Луга Гранчестера») — песня группы Pink Floyd из альбома 1969-го года Ummagumma, написанная и исполненная Роджером Уотерсом. Представлена на диске со студийными записями на первой стороне LP вторым по счёту треком после «Sysyphus», Parts 1—4. Вокал в этой песне принадлежит басисту группы Уотерсу, он же играет на акустической гитаре. «Grantchester Meadows», как и авторская песня Роджера Уотерса на следующем альбоме Pink Floyd Atom Heart Mother — «If», по лиричному стилю исполнения близка к фолку.

## О песне
В песне описывается летняя природа в окрестностях Гранчестера — села, расположенного на реке Кам неподалёку от Кембриджа. В 1970 году как продолжение «Grantchester Meadows» Дэвид Гилмор записал песню «Fat Old Sun», также посвятив её детству, проведённому в Кембридже, в котором, кроме Гилмора, родились и выросли Роджер Уотерс и Сид Барретт.
На протяжении всей песни звучит циклически повторяющаяся запись пения птиц. В финале воспроизводятся звуки полёта насекомого и звуки шагов спускающегося по лестнице и проходящего мимо человека, который затем гоняется за насекомым и в конце концов убивает его газетой.

## Исполнение на концертах
Pink Floyd исполняли песню «Grantchester Meadows» под названием «Daybreak», открывая и закрывая сюиту «The Man» (одну из двух частей концертного тура The Man and The Journey) в 1969 году, длительность композиции по сравнению со студийной версией была увеличена, в дополнение к акустической гитаре были введены органные партии. В мае 1969 года также под названием «Daybreak» песня была записана на студии BBC, в этой записи Ричард Райт исполнил свои партии не на органе, а на фортепиано.

## Участники записи
- Роджер Уотерс — вокал, акустическая гитара, звуковые эффекты;
- Дэвид Гилмор — гитара, бэк-вокал (на концерте);
- Ричард Райт — клавишные (на концерте);